# Лондонска општина Хејверинг
Лондонска општина Хејверинг (енгл. London Borough of Havering; /ˈheɪvərɪŋ/ ( слушај)) је лондонска општина у Источном Лондону, у Енглеској и формирана је од делова ширег језгра Лондона. Главно место у Хејверингу је Ромфорд и друге важне заједнице су Хорнчерч, Упминстер и Рејнхем. Општина је углавном карактерисана субурбаним развојем уз велике делове заштићеног отвореног простора. Насупрот томе, Ромфорд је већи метрополски малопродајник. Локалну власт има Веће лондонске општине Хејверинг.

## Становништво
Године 2000, општина је имала популацију од 226.000 људи из 93.200 домаћинстава на 43 квадратне миље.

## Комшилуци
Хејверинг се на југу граничи са Бекслијем преко Темзе, на западу са Редбриџем и Дејгенхемом на северу Есексом. 

## Историја
Лондонска општина Хејверинг је формирана 1965. године спајањем некадашњих области општине Ромфорд и урбаног округа Хорнчерч који је пребачен у Велики Лондон из Есекса помоћу Закона о локалној самоуправи из 1963. године. Име потиче од Ројал либертија Хејверинга који је покривао сличну али не идентичну област и био је укинут 1892. године.

## Познатија места
- Позориште Бруксајд
- Ленгтонс
- Тржни центар Либерти
- Краљичино позориште
- Маркет Ромфорд
- Парк Гидија
- Апминстер Виндмил

## Спољње везе
- Веће Хејверинга